# Elezioni presidenziali in Somaliland del 2017
Le elezioni presidenziali in Somaliland del 2017 si tennero il 13 novembre; inizialmente fissate per il 27 marzo, contestualmente alle elezioni parlamentari, furono rinviate a causa delle condizioni meteorologiche avverse che avevano sconvolto la regione, duramente colpita dalla siccità, mentre le elezioni per il Parlamento furono rinviate al 2021.

## Risultati
| Candidati                    | Liste                                   | Voti    | %     |
| ---------------------------- | --------------------------------------- | ------- | ----- |
| Muse Bihi Abdi               | Kulmiye                                 | 305.909 | 55,10 |
| Abdirahman Mohamed Abdullahi | Waddani                                 | 226.092 | 40,73 |
| Faysal Ali Warabe            | Partito per la Giustizia e il Benessere | 23.141  | 4,17  |
| Totale                       | Totale                                  | 555.142 |       |